# کو لوام کن
کو لوام کن (انگلیسی: Koo Luam Khen؛ زادهٔ ۲۷ مارس ۱۹۵۱) بازیکن فوتبال، و سرمربی (فوتبال) اهل مالزی است.
این بازیکن به‌همراه تیم ملی فوتبال مالزی در بازی‌های المپیک تابستانی ۱۹۷۲ شرکت کرده‌است.